# Roman Zozulia
Roman Zozulia (em ucraniano: Роман Зозуля) (Zaporizhzhia, 22 de junho de 1979) foi um ginasta ucraniano que competiu em provas de ginástica artística pela nação.
Zozulia é o detentor de uma medalha olímpica, conquistada na edição de 2000, nos Jogos de Sydney. Na ocasião, foi o medalhista de prata da prova por equipes, após ser superado pelo time chinês de Yang Wei.